# ラブとポップ 〜大人になっても忘れられない歌がある〜 mixed by DJ和
『ラブとポップ 〜大人になっても忘れられない歌がある〜 mixed by DJ和』（ラブとポップ おとなになってもわすれられないうたがある ミックスド・バイ・ディージェイカズ）は、DJ和のミックスアルバム。2019年8月7日発売。発売元はソニー・ミュージックアソシエイテッドレコーズ。

## 概要
DJ和にとって通算26枚目となるミックスCDである。前作の『ラブとポップ 〜好きだった人を思い出す歌がある〜 mixed by DJ和』に引き続き2000年代のJ-POPのヒット曲を38曲収録。
ジャケットには安達祐実が起用されている。
第34回日本ゴールドディスク大賞において「企画・アルバム・オブ・ザ・イヤー」を受賞。受賞を記念して安達祐実出演の新CMが制作され、3月9日の1日限定で放送された。
CMにはフワちゃんが出演。

## チャート成績
2019年8月19日付のオリコン週間ランキングでは初動9千枚を売り上げ、週間8位にランクインし、2019年9月2日付では5位となった。前作『ラブとポップ 〜好きだった人を思い出す歌がある〜 mixed by DJ和』と同じ過去最高順位タイ。その後発売から2か月半でシリーズ過去最速の10万枚を突破した。

## 収録曲
1. AM11:00 / HY
2. Hello, Again 〜昔からある場所〜 / My Little Lover
3. マルシェ / KICK THE CAN CREW
4. VALENTI / BoA
5. ウェカピポ / SOUL'd OUT
6. マタアイマショウ / SEAMO
7. 決意の朝に / Aqua Timez
8. あの紙ヒコーキ くもり空わって / 19
9. ラストチャンス / Something ELse
10. Lifetime Respect / 三木道三
11. HOME / 清水翔太
12. キセキ / GReeeeN
13. ハローグッバイ / YUKI
14. 明日への扉 / I WiSH
15. A Perfect Sky / BONNIE PINK
16. ジョウネツ / 加藤ミリヤ
17. おっととっと夏だぜ! / EE JUMP
18. Rhapsody in Blue / DA PUMP
19. LIFE feat. bird / MONDO GROSSO
20. come again / m-flo
21. Boyfriend -partII- / Crystal Kay
22. GOING TO THE MOON / TRICERATOPS
23. *〜アスタリスク〜 / ORANGE RANGE
24. 全力少年 / スキマスイッチ
25. 未来の地図 / Mi
26. タイミング 〜Timing〜 / ブラックビスケッツ
27. 恋愛レボリューション21 / モーニング娘。
28. Yeah! めっちゃホリディ / 松浦亜弥
29. 恋のマイレージ / RAG FAIR
30. 遥か彼方 / ASIAN KUNG-FU GENERATION
31. 贈る言葉 / FLOW
32. 楽園 / 平井堅
33. There will be love there -愛のある場所- / the brilliant green
34. こいのうた / GO!GO!7188
35. SAKURA / いきものがかり
36. 雪の華 / 中島美嘉
37. 3月9日 / レミオロメン
38. Voyage / 浜崎あゆみ